# Dániel Farkas
Dániel Farkas (tiếng Serbia: Данијел Фаркаш, Danijel Farkaš; sinh 13 tháng 1 năm 1993) là một cầu thủ bóng đá Serbia who plays cùng với Mezőkövesd.

## Sự nghiệp câu lạc bộ
Sinh ra ở Senta, anh là người Hungary-Serbia, Farkas khởi đầu sự nghiệp cùng với FK Senta. Cuối mùa giải 2011-12 anh chuyển đến Spartak Subotica.

## Thống kê sự nghiệp

### Câu lạc bộ
Tính đến 9 tháng 12 năm 2017
| Câu lạc bộ          | Mùa giải            | Giải vô địch           | Giải vô địch | Giải vô địch | Cúp  | Cúp       | Continental | Continental | Other | Other     | Tổng | Tổng      |
| Câu lạc bộ          | Mùa giải            | Hạng đấu               | Trận         | Bàn thắng    | Trận | Bàn thắng | Trận        | Bàn thắng   | Trận  | Bàn thắng | Trận | Bàn thắng |
| ------------------- | ------------------- | ---------------------- | ------------ | ------------ | ---- | --------- | ----------- | ----------- | ----- | --------- | ---- | --------- |
| Senta               | 2008–09             | Giải vô địch Vojvodina | 7            | 0            | —    | —         | —           | —           | —     | —         | 7    | 0         |
| Senta               | 2009–10             | Giải vô địch Vojvodina | 18           | 0            | —    | —         | —           | —           | —     | —         | 18   | 0         |
| Senta               | 2010–11             | Giải vô địch Vojvodina | 26           | 0            | —    | —         | —           | —           | —     | —         | 26   | 0         |
| Senta               | 2011–12 (mượn)      | Giải vô địch Vojvodina | 26           | 1            | —    | —         | —           | —           | —     | —         | 26   | 1         |
| Senta               | Tổng                | Tổng                   | 77           | 1            | —    | —         | —           | —           | —     | —         | 77   | 1         |
| Spartak Subotica    | 2011–12             | SuperLiga              | 0            | 0            | —    | —         | —           | —           | —     | —         | 0    | 0         |
| Spartak Subotica    | 2012–13             | SuperLiga              | 15           | 0            | 0    | 0         | —           | —           | —     | —         | 15   | 0         |
| Spartak Subotica    | 2013–14             | SuperLiga              | 23           | 0            | 3    | 0         | —           | —           | —     | —         | 26   | 0         |
| Spartak Subotica    | 2014–15             | SuperLiga              | 25           | 0            | 3    | 0         | —           | —           | —     | —         | 28   | 0         |
| Spartak Subotica    | 2015–16             | SuperLiga              | 31           | 2            | 4    | 1         | —           | —           | —     | —         | 35   | 3         |
| Spartak Subotica    | 2016–17             | SuperLiga              | 14           | 0            | 1    | 0         | —           | —           | —     | —         | 15   | 0         |
| Spartak Subotica    | Tổng                | Tổng                   | 108          | 2            | 11   | 1         | —           | —           | —     | —         | 119  | 3         |
| Mezőkövesd          | 2016–17             | Nemzeti Bajnokság I    | 7            | 0            | 3    | 0         | —           | —           | —     | —         | 10   | 0         |
| Mezőkövesd          | 2017–18             | Nemzeti Bajnokság I    | 10           | 0            | 2    | 0         | —           | —           | —     | —         | 12   | 0         |
| Mezőkövesd          | Tổng                | Tổng                   | 17           | 0            | 5    | 0         | —           | —           | —     | —         | 22   | 0         |
| Tổng cộng sự nghiệp | Tổng cộng sự nghiệp | Tổng cộng sự nghiệp    | 202          | 3            | 16   | 1         | —           | —           | —     | —         | 218  | 4         |